# Râul Bulzu, Rădoteasa
Râul Bulzu este un curs de apă, afluent al râului Rădoteasa. 

## Hărți
- Harta Munții Godeanu  Arhivat în 11 octombrie 2008, la Wayback Machine.